# Liste von Automuseen in Schweden

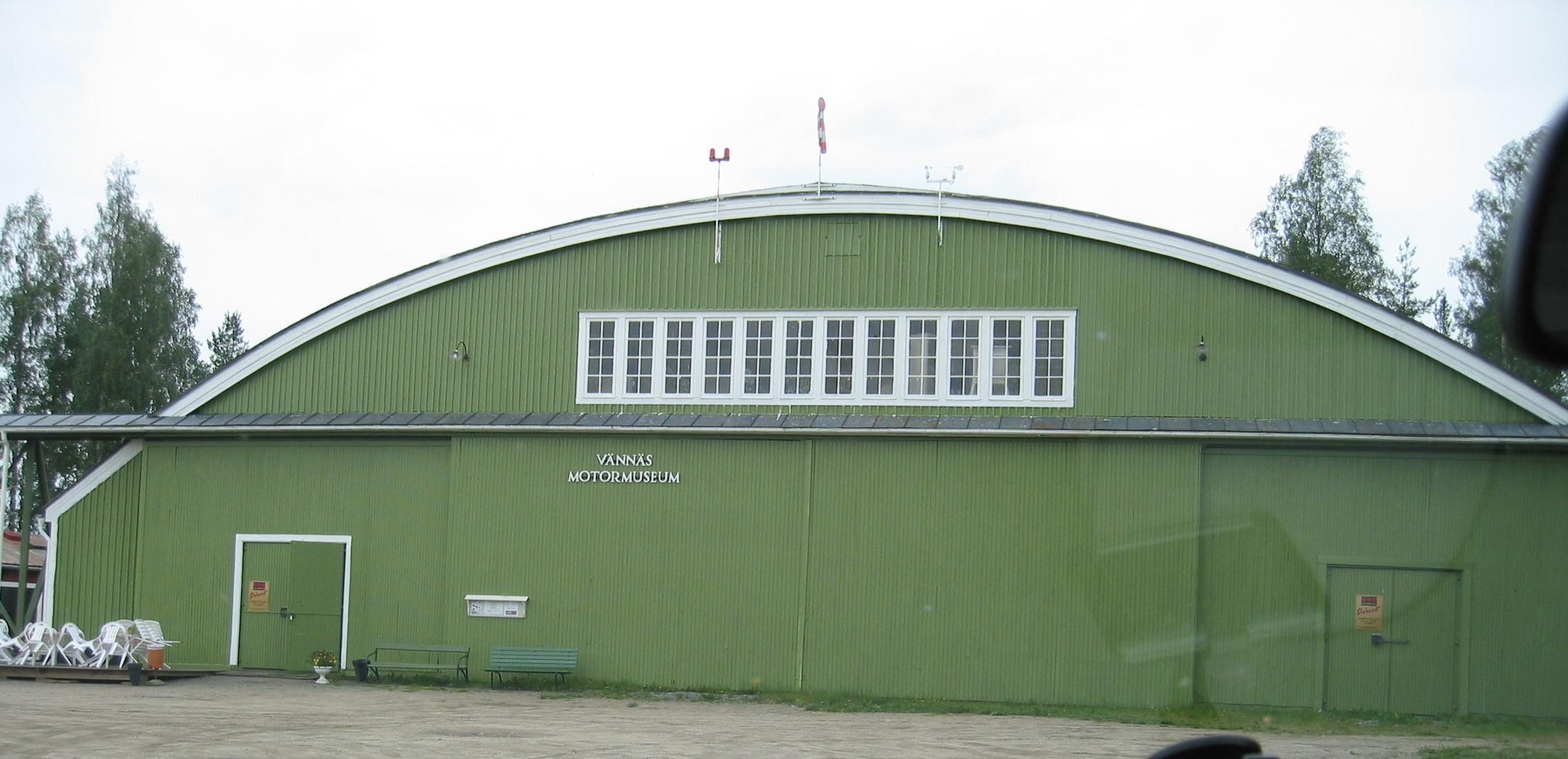
Vännäs Motormuseum

Einige Automuseen in Schweden sind nur im Sommer für einige Monate geöffnet. Es gibt reine Automuseen, Werksmuseen, Technikmuseen und andere Museen, die nebenbei ein paar Autos ausstellen.

## Tabellarische Übersicht
Die Tabelle ist absteigend nach der Anzahl der ausgestellten Personenkraftwagen sortiert, und bei gleicher Anzahl alphabetisch aufsteigend nach Ort. In der Spalte Stand ist das Jahr angegeben, auf das sich die Angaben Anzahl ausgestellter Pkw und Besondere Pkw beziehen. Die Auflistung in der Spalte Besondere Pkw erfolgt alphabetisch.
| Name des Museums                          | Ort                  | Beschreibung                                                    | Anzahl ausgestellter Pkw | Stand | Besondere Pkw |
| ----------------------------------------- | -------------------- | --------------------------------------------------------------- | ------------------------ | ----- | --- |
| Svedinos Bil- & Flymuseum                 | Ugglarp bei Slöinge  | Autos, Motorräder und Flugzeuge                                 | 110                      | 2006  | Anderson 1923, Apollo Piccolo 1905, Bardahl Futurecar 1951 (Prototyp), Cord 810 1936, Gräf & Stift 18/32 PS 1911, Haynes 1918, Marquette 1930, Minerva Minervette 1911, Ockelbo, Olsson Bullerbilen 1900–1903, Phänomen Phänomobil 1912, Puch V 1912, Seneca 1920 und Zetos 1958 (Prototyp) |
| Ivars Bilmuseum                           | Hoting               | Autos                                                           | 87                       | 2007  | Commonwealth 1919, Simca Aronde 1958 aus Schweden und Waltham Orient 1906 |
| High Chaparral                            | Hillerstorp          | Wild West-Freizeitpark mit Autosammlung                         | 74                       | 2007  | AMC Pacer, Hupmobile ca. 1908, Nash Ambassador Eight 1935 und Rovin D 2 1948 |
| Sparreholms Motormuseum                   | Sparreholm           | Autos und Motorräder                                            | 61                       | 2007  | AC Acedes 1924, American Bantam 1939, Clément-Panhard VCP 1899, Darmont Spécial 1931, Hertel 1898, Regal 1903, Ronart 1972, Sizaire Frères 4 RI 1920, Talbot-Lago Baby 1950 und Thulin A 20 1920                                                                                            |
| Volvo Museum                              | Göteborg             | Werksmuseum von Volvo mit Autos, Lkw und Prototypen             | 57                       | 2007  | Volvo ÖV4, PV 4, Philip Prototyp 1953 und weitere Prototypen |
| Teknik på farfars tid                     | Helsingborg          | Autos, dazu viele technische Dinge                              | 57                       | 2008  | Minerva 1925, Phänomen Phänomobil, Renault Type IG, Rex 1942 und Scania 1904 |
| Motala Motormuseum                        | Motala               | Autos                                                           | 46                       | 2007  | Amilcar Type CS 1923, BSA Scout 1937, Buick 29/49 1929, Daimler Majestic 1959, Koenigsegg CC8S Prototyp und Oldsmobile Curved Dash 1905 |
| Autoseum                                  | Simrishamn           | Nachfolger des Museums in Skokloster, mit Autos und Motorrädern | 46                       | 2008  | De Dion-Bouton Type AL 1905, International Auto Buggy 1909, Locomobile 1920, Milburn Electric 1915, Motobloc Type O 1909 und Rosengart Super Traction 1939 |
| Laganland Motor Museum                    | Lagan                | Autos und Motorräder                                            | 42                       | 2006  | Hispano-Suiza K 6 1936, Lancia Astura 1938, Nash Light Six 1926, Whippet 1926, Pilain 1911 und Renault Type A 1899 |
| Ådalens Veteranbilmuseum                  | Lunde                | Autos                                                           | 33                       | 2007  | Amphicar 770 1966, Chevrolet Touring 1928, Plymouth Royal 1938 und Vanden Plas Princess 1100 1965 |
| Smålands Bil-, Musik och Leksamsmuseum    | Rydaholm             | Autos, Motorräder und Musikinstrumente                          | 32                       | 2006  | Allard V8 1951, American Bantam Roadster 1938, Auburn 1931, Davrian Mk. VIII 1982, Delin 4 HP 1901, Fiat 8V 1953, Hupmobile 1911, Lenox 1911 und Schacht 1904 |
| Saab Bilmuseum                            | Trollhättan          | Werksmuseum von Saab mit Autos und Prototypen                   | 32                       | 2007  | Saab 92, 93, 95, 96, Sonett und Prototypen |
| Brocenter                                 | Olofström            | Autos, Schwerpunkt Volvo, sowie Lkw                             | 30                       | 2008  | Oliver 1903 und Volvo ÖV4 1927 |
| Arvika Fordonsmuseum                      | Arvika               | Autos und Motorräder                                            | 27                       | 2007  | ABC Supersports 1926, Coventry-Victor Midget 1933, Fram-King 1957, Jösse Car JC Indigo 1998 und Marmon 69 Haynes 1929 |
| Torsby Fordonsmuseum                      | Torsby               | Autos und Motorräder                                            | 27                       | 2007  | Buick 68 1934, Chevrolet Standard Sedan 1935 und Whippet 1927 |
| Nostalgi Café the 50's                    | Tryde bei Tomelilla  | Autos und Motorräder                                            | 27                       | 2008  | Chevrolet Two-Ten 1954, Ford Customline 1953, Oldsmobile 98 1967 und Pontiac Formula 400 1975 |
| Gotlands Veteranbilmuseum                 | Vibble auf Gotland   | Autos und Motorräder                                            | 26                       | 2007  | Daimler 1911, Krit 1909, Rex 1940, Nash 870 1931 und Zagato Zele |
| Sunlight Hotel                            | Nyköping             | Autos                                                           | 24                       | 2007  | Bentley Mk. VI 1951, Edsel Pacer 1958, Excalibur 1991, Invicta 1934 und Rolls-Royce Phantom II 1933 |
| Gällareds Bilmuseum                       | Ullared              | Autos                                                           | 24                       | 2007  | Aston Martin DB5 1965, Buick Super 50 1953, Excalibur SS 1968, LaSalle Series 50 1937 und Lincoln Continental 1948 |
| Albinsson & Sjöbergs Motormuseum          | Karlskrona           | Autos                                                           | 23                       | 2008  | Amilcar Type CGSS 1927, Isuzu Bellett, LaSalle 1927 und Simca Vedette Beaulieu 1958 |
| Bil & Teknikhistoriska Samlingarna        | Köping               | Autos                                                           | 22                       | 2007  | Bentley 8 Litre 1930, Chalmers Six-30 350 1917, Delage Type D.8 1931, Lambert Nilsson 1905 (Prototyp), Nagant 1910, Panhard & Levassor Type X18 1912, Slaby-Beringer Elektro und Voisin C 5 1924                                                                                            |
| Visby Bilmuseum Skogsholm                 | Visby auf Gotland    | Autos und Motorräder                                            | 22                       | 2007  | Arbenz 1905, Calthorpe 1913, Ford Modell B 1933, Opel 1907, Reo 1905, Selve 6/24 PS 1924 und Stutz Bulldog 1920 |
| Vännäs Motormuseum                        | Vännäs               | Autos und Motorräder                                            | 20                       | 2007  | Briggs & Stratton 1920, Dodge 172 1931 und Ford Fairlane Crown Victoria Skyliner 1955 |
| Motor & Nostalgimuseet                    | Grängesberg          | Autos und Motorräder                                            | 17                       | 2007  | DeSoto Firedome Sportsman 1955, Hudson Super Six 1933 und J. M. Essén 1924 (Prototyp) |
| Tekniska Museet                           | Stockholm            | viele technische Dinge, darunter auch Autos                     | 14                       | 2007  | De-Dion-Bouton-Motordreirad 1899, Léon Bollée Forecar 1897, Oldsmobile Curved Dash 1902, Parisienne Victoria Combination 1899, Scania 6 PS 1901, Scania-Vabis 1912, Solon 1994, Surahammar 1897 und Thulin Typ A 1924                                                                       |
| Malmö Museer Teknikens och sjöfartens hus | Malmö                | viele technische Dinge, darunter auch Autos                     | 10                       | 2007  | Adler 2,5 Liter 1938, Chrysler 70 1930, Oldsmobile Curved Dash 1902 und Thulin A 20 1922 |
| Johannamuseet                             | Skurup               | einige Autos, dazu Lkw                                          | 8                        | 2008  | Benz 8/20 PS 1920, Cederholm 1892 und Slaby-Beringer Elektro 1919 |
| Per Larssons Museum                       | Staffanstorp         | Traktorenmuseum mit einigen Autos                               | 8                        | 2008  | Datsun 1600 Roadster 1968, Lotus Excel 1985 und Saab Sonett 1968 |
| Stjernfors Bruks Museer                   | Kopparberg           | Museum 1900, mit Landhandel, und einigen Autos                  | 6                        | 2007  | BSA Club Sport 1936 und Rolls-Royce 20/25 hp 1933 |
| Scania Museum                             | Södertälje           | Werksmuseum, einige Autos, dazu Lkw                             | 6                        | 2007  | Scania 1903, Scania-Vabis 1914 und 1919, Surahammar (Nachbau) 1897 und Vabis G 4 1909 |
| Hembygdspark                              | Ängelholm            | Tierpark, Museum 1900 und kleine Autosammlung                   | 5                        | 2007  | Oldsmobile Curved Dash und Stoewer 1907 |
| ÅSSA Industri- och Bilmuseum              | Åtvidaberg           | Autos und Motorräder                                            | 4                        | 2007  | Åtvidabergs Vagnfabrik 1898 und Volvo P1900 1956 |
| Gyllene Hjulet mc-museum                  | Surahammar           | Motorradmuseum mit drei Autos                                   | 3                        | 2007  | Surahammar (Nachbau) 1897 und Vabis 1903 |
| Kvarnbacken (Prylmuseet)                  | Storvik              | zwei Autos, viele Motorräder                                    | 2                        | 2007  | Flanders 20 1911 und Ford Modell T 1912 |
| Landskrona Museum                         | Landskrona           | Stadtmuseum mit einem Auto                                      | 1                        | 2007  | Thulin Typ A 1921 |
| Tidaholms Museum                          | Tidaholm             | einige Lkw und ein Auto                                         | 1                        | 2007  | Tidaholm 1907 |
| Torsångs Motormuseum                      | Torsång bei Borlänge | viele Motorräder und ein Auto                                   | 1                        | 2007  | Willys-Overland Modell 91 1924 |
| Degeberga Hembygdspark                    | Degeberga            | Heimatpark mit einigen Fahrzeugen                               |                          |       | |
| Teknikland                                | Östersund            | Freizeitpark mit Fahrzeugausstellung                            |                          |       | |